# René van der Gijp
René van der Gijp (Dordrecht, 1961. április 4. – )  holland válogatott labdarúgó, csatár. Édesapja, Wim van der Gijp szintén holland válogatott labdarúgó volt.

## Pályafutása

### Klubcsapatokban
Van der Gijp a holland élvonalbeli Sparta Rotterdam csapatában futballozott 1978 és 1982 között. 1982-ben leigazolta őt a belga Lokeren csapata, amelyben hatvanhat bajnoki mérkőzésen tizennyolc gólt szerzett. 1984 és 1987 között a PSV Eindhoven játékosa volt; két holland bajnoki címet (1986 és 1987) nyert a csapattal. 1987 és 1989 között a svájci élvonalban futballozott; először a Neuchâtel Xamax (amellyel svájci bajnok lett), majd az Aarau csapatában. Az 1989–1990-es idényre visszatért a Sparta Rotterdam csapatához. 1992-ben a Heerenveen csapatától vonult vissza.

### A válogatottban
1982 és 1987 között tizenöt mérkőzésen lépett pályára a holland labdarúgó-válogatottban, két gólt szerzett.

## Sikerei, díjai
- PSV Eindhoven
  - Holland bajnok (2): 1985–86, 1986–87
- Neuchâtel Xamax
  - Svájci bajnok (1): 1987–88
  - Svájci szuperkupa (1): 1987

## Statisztika

### Mérkőzései a holland válogatottban
| Hollandia | Hollandia            | Hollandia                              | Hollandia     | Hollandia | Hollandia     | Hollandia    | Hollandia | Hollandia          |
| #         | Dátum                | Helyszín                               | Hazai         | Eredmény  | Vendég        | Kiírás       | Gólok     | Esemény            |
| --------- | -------------------- | -------------------------------------- | ------------- | --------- | ------------- | ------------ | --------- | ------------------ |
| 1.        | 1982. szeptember 22. | Rotterdam, Feijenoord Stadion          | Hollandia     | 2 – 1     | Írország      | Eb-selejtező | -         |                    |
| 2.        | 1982. november 10.   | Rotterdam, Feijenoord Stadion          | Hollandia     | 1 – 2     | Franciaország | barátságos   | -         | 46'                |
| 3.        | 1983. február 16.    | Sevilla, Ramón Sánchez Pizjuan Stadion | Spanyolország | 1 – 0     | Hollandia     | Eb-selejtező | -         |                    |
| 4.        | 1983. április 27.    | Utrecht, Stadion Galgenwaard           | Hollandia     | 0 – 3     | Svédország    | barátságos   | -         |                    |
| 5.        | 1984. március 14.    | Amszterdam, Stadion De Meer            | Hollandia     | 6 – 0     | Dánia         | barátságos   | 2         | 55' 88' (11-esből) |
| 6.        | 1984. október 17.    | Rotterdam, Feijenoord Stadion          | Hollandia     | 1 – 2     | Magyarország  | vb-selejtező | -         |                    |
| 7.        | 1984. november 14.   | Bécs, Gerhard Hanappi Stadion          | Ausztria      | 1 – 0     | Hollandia     | vb-selejtező | -         | 33'                |
| 8.        | 1984. december 23.   | Nicosia, Makário Stadion               | Ciprus        | 0 – 1     | Hollandia     | vb-selejtező | -         | 77'                |
| 9.        | 1985. február 27.    | Amszterdam, Stadion De Meer            | Hollandia     | 7 – 1     | Ciprus        | vb-selejtező | -         | 77'                |
| 10.       | 1985. május 1.       | Rotterdam, Feijenoord Stadion          | Hollandia     | 1 – 1     | Ausztria      | vb-selejtező | -         | 77'                |
| 11.       | 1986. november 19.   | Amszterdam, Olimpiai Stadion           | Hollandia     | 0 – 0     | Lengyelország | Eb-selejtező | -         | 73'                |
| 12.       | 1986. december 21.   | Limassol, Círio Stadion                | Ciprus        | 0 – 2     | Hollandia     | Eb-selejtező | -         |                    |
| 13.       | 1987. január 21.     | Barcelona, Camp Nou                    | Spanyolország | 1 – 1     | Hollandia     | barátságos   | -         |                    |
| 14.       | 1987. március 25.    | Rotterdam, Feijenoord Stadion          | Hollandia     | 1 – 1     | Görögország   | Eb-selejtező | -         | 83'                |
| 15.       | 1987. április 29.    | Rotterdam, Feijenoord Stadion          | Hollandia     | 2 – 0     | Magyarország  | Eb-selejtező | -         | 79'                |
|           | Összesen             |                                        |               | 15        | mérkőzés      |              | 2         | gól                |